# Snina
Snina es la capital del distrito de Snina en la región de Prešov, Eslovaquia, con una población estimada a final del año 2024 de 17 879 habitantes.
Se encuentra ubicada al este de la región, en el valle del río Cirocha (cuenca hidrográfica del río Tisza) y cerca de la frontera con Ucrania.

## Demografía
| Año        | 1994   | 2004    | 2014    | 2024     |
| ---------- | ------ | ------- | ------- | -------- |
| Población  | 20 603 | 21 328  | 20 294  | 17 879   |
| Diferencia |        | +3,51 % | −4,84 % | −11,90 % |

| Año        | 2023   | 2024    |
| ---------- | ------ | ------- |
| Población  | 18 101 | 17 879  |
| Diferencia |        | −1,22 % |